# Alphonse Darville
Alphonse Darville, (Mont-sur-Marchienne 14 de enero de 1910 - Charleroi 1990) escultor , medallista y dibujante belga. Primer gran Prix de Rome en 1935.

## Datos biográficos
El escultor, creador de las medallas, dibujante. Asiste a la Academia de Bellas Artes en Bruselas (1924-1928) donde es alumno de Dubois, Marin, De Rudder, Aegis Rombeau y Victor Rousseau.
autor de figuras , desnudos, y monumentos de Bruselas y  Mons. También ha hecho a la medida estatuas monumentales como "el arquitecto" de la fachada del Palacio de Bellas Artes de Charleroi. Premio Godercharle en 1931 y del Premio de Roma en 1935. Comenzó en un estilo clásico para evolucionar hacia el expresionismo y el surrealismo y, finalmente, a un estilo contemporáneo. Fundador y Director de la Académie de Charleroi Archivado el 3 de marzo de 2021 en Wayback Machine. de 1946 a 1972. Cofundador de "El arte de vivir en la tierra de Charleroi". Las obras incluyen museos de Lieja, Mons, Charleroi (). Mencionado en BAS II y en "Dos siglos de firmas de artistas de Bélgica."

## Obras
Varias obras pueden verse en Charleroi, incluyendo su Ayuntamiento, que contiene la mayoría de museo del Jules Destrée que recoge estudios de yeso para el monumento en honor a propuesta de Jules Destrée encargado por la ciudad de Charleroi. Jules Destrée, sucesivamente, es representado como un abogado y luego como tribuna moderna. El monumento representará finalmente la imagen de un hombre de diálogo, sencillo y en movimiento.
« Il appartient à chacun d'être homme 
à sa manière, selon ses ressources , 
et sa nature.  Quant à moi, j'aime le feu 
clair et beau, le chant de l'oiseau,
l'eau pure et la main tendue, fraternelle. » 
— Alphonse Darville
"Es para todos ser humano
a su manera, de acuerdo a sus recursos
y su naturaleza. En cuanto a mí, me gusta el fuego
claro y hermoso, el  canto de las aves,
el agua pura y la mano extendida de la fraternidad ".
- Alphonse Darville  